# Germain Fried
Pour les articles homonymes, voir Fried.
Baruch Fried, dit Germain Fried, né le 15 mars 1905 à Dvinsk (Russie) et mort le 27 novembre 1963 à Annecy, est un écrivain, monteur, réalisateur et scénariste français.
Il a coécrit plusieurs ouvrages avec Ernest Fornairon.

## Filmographie
Monteur
- 1931 : Paris Béguin d'Augusto Genina (avec Jean Gabin et Fernandel)
- 1931 : Grock de Carl Boese et Joë Hamman

Assistant réalisateur
- 1933 : Paprika de Jean de Limur
- 1940 : Documents secrets de Léo Joannon

Réalisateur
- 1932 : Une faim de loup[2]
- 1933 : Jacqueline et l'amour / Voyage de noces, coréalisé pour la version française avec Erich Schmidt et Joe May[3]
- 1933 : L'École des auteurs, court métrage [4]
- 1934 : L'École des resquilleurs
- 1934 : Ces messieurs de la noce
- 1935 : Quadrille d'amour coréalisé avec Richard Eichberg
- 1935 : Tovaritch coréalisé avec Jacques Deval
- 1936 : Feu la mère de madame

Scénariste
- 1937 : Les Rois du sport de Pierre Colombier
- 1938 : Grisou de Maurice de Canonge